# Paul Nihill
Vincent Paul Nihill (Colchester, 5 settembre 1939 – Gillingham, 15 dicembre 2020) è stato un marciatore britannico.
Morì nel 2020, vittima di complicazioni da Covid-19. 

## Palmarès
- Giochi olimpici

Tokyo 1964: argento nella marcia 50 km.
- Europei

Atene 1969: oro nella marcia 20 km.
Helsinki 1971: bronzo nella marcia 20 km.